# Clipshow
Clipshow, eller opsummeringsafsnit, er en særlig type af tv-serie-afsnit, hvis primære handling er sammensat af klip fra tidligere afsnit. Få, nye scener kan være brugt til at binde klippene sammen i en logisk fortælling. Årsagen til denne type afsnit kan være økonomiske eller af hensyn til seere. I serier med et komplekst plot kan producerne bruge clipshows til at minde seerne om formålet og tidligere begivenheder, mens nye seere får et forbedret overblik. F.eks. i første sæson af Alias blev der produceret et clipshow med dette argument, samt at de havde overskredet budgettet.

## Fodnoter
1. ↑  Kommentarspor til Alias: The Complete First Series

| Fjernsyn | Spire Denne artikel om et tv-program er en spire som bør udbygges. Du er velkommen til at hjælpe Wikipedia ved at udvide den. |